# Пиз, Элайша
Элайша Пиз (англ. Elisha M. Pease; 3 января 1812, Энфилд, Коннектикут — 26 августа 1883, Лампасас, Техас) — американский богатый землевладелец, рабовладелец и политик. 5-й и 13-й губернатор штата Техас.

## Биография
Элайша Пиз родился в Энфилде, штат Коннектикут, а в 1835 году переехал в Мексиканский Техас. Вскоре он стал активистом движения за независимость Техаса, а после начала Техасской революции стал секретарём временного правительства и соавтором новой конституции штата Техас. После обретения независимости Пиз был назначен контролёром государственного бюджета в правительстве новой Техасской республики.
В 1845 году, после аннексии Техаса Соединёнными Штатами, Пиз был избран в Палату представителей штата, а в 1847 году переизбран на второй срок. В 1849 году он баллотировался в Сенат Техаса по 11-му избирательному округу (округа Бразориа и Галвестон), но проиграл выборы Джону Джонсу, который был приведён к присяге 5 ноября 1849 года. Пиз оспорил результаты выборов, был объявлен победителем, и через четыре дня, 9 ноября 1849 года, принял присягу.
Пиз первый раз баллотировался в губернаторы штата Техас в 1851 году, но снял свою кандидатуру за две недели до выборов. На следующих выборах, в 1853 году, он одержал победу, а в 1855 году был переизбран на второй срок. На посту губернатора Пиз расплатился с государственным долгом штата и создал фонд, который в дальнейшем использовался штатом для финансирования школ и колледжей.
В 1856 году геодезист Якоб де Кордова и ж/д компания Henderson Railroad Company назвали в честь губернатора открытую в Западном Техасе реку Пиз.
Во время гражданской войны Пиз поддержал Союз. После войны он стал лидером Республиканской партии штата, а в 1867 году генерал Филип Шеридан, военный глава переходного правительства, назначил Пиза временным губернатором Техаса. Его политика на посту губернатора вызвала недовольство экс-Союзников и экс-Конфедератов, и в 1869 году он вышел в отставку.
Пиз умер от кровоизлияния в мозг в Лампасасе, Техас и был похоронен на кладбище Оквуд, Остин.